# Fecenia ochracea
Fecenia ochracea és una espècie d'aranya araneomorfa de la família dels psècrids (Psechridae). Fou descrita per primera vegada l'any 1857 per Doleschall.
Aquesta espècie es troba a: les Filipines, a Luzon; Malàisia oriental; Singapur; Indonèsia a Sumatra, al Kalimantan, a Java, a les Moluques i a Nova Guinea occidental; Papua Nova Guinea a Nova Guinea oriental, en Nova Irlanda i en Nova Bretanya; Salomon, a Nova Geòrgia; Austràlia, al Nord del Queensland.
La closca dels mascles fa de 4,2–4,7 mm de llarg per 2,8–3,4 mm d'ample; l'abdomen, de 4,8–7,1 mm de llarg per 2,0–3,3 mm d'ample. La closca de les femelles fa de 3,2–6,9 mm de llarg per 2,2–4,3 mm d'ample; i l'abdomen, de 4,5–9,3 mm de llarg per 2,2–5,2 mm d'ample.

## Sinonímies
Segons el World Spider Catalog amb data de 5 de gener de 2019, té reconegudes les següents sinonímies:.
- Tegenaria ochracea Doleschall, 1859
- Mezentia angustata Thorell, 1881
- Fecenia maforensis Simon, 1906
- Fecenia montana Kulczynski, 1910
- Fecenia oblonga Rainbow, 1913
- Fecenia cinerea Hogg, 1914
- Fecenia buruana Reimoser, 1936